# まさお君
まさお君（まさおくん、1999年10月20日 - 2006年12月9日）は、テレビ東京のバラエティ番組『ペット大集合!ポチたま』に出演していた雄の犬である。「ポチたまペットの旅」コーナーにて「旅犬」として出演していたことで知られる。犬種はラブラドール・レトリバーで、毛色はイエロー。旅のパートナーはお笑いタレントの松本秀樹。
本記事では、「旅犬」役をまさお君から引き継いだだいすけ君およびまさはる君についても述べる。

## 概要
番組初回から続く人気コーナー「ポチたまペットの旅」にて、タレントの松本秀樹と看板犬である「旅犬」が日本全国を旅し、各地のペットに会うというもので、初代旅犬であるまさお君は、とぼけた愛嬌のあるキャラクターで人気を集め、旅犬を6年間務めた。2006年10月13日の放送で番組を引退の後、同年12月9日、悪性リンパ腫で死去。7歳没。墓所は神奈川県川崎市にある 平和会ペットメモリアルパーク。
まさお君の引退を受け、旅犬は息子のだいすけ君（だいすけくん、2005年6月12日 - 2011年11月29日）が「二代目旅犬」として引き継いだ。『ポチたま』の放送時期中期から最終回までに出演し、後継番組『だいすけ君が行く!!ポチたま新ペットの旅』まで、旅犬を5年間務めたが、番組収録の滞在先で胃捻転により体調を崩し、死去。6歳没。
まさおの母でだいすけの祖母のエリーの来孫が2012年1月16日に生まれ、その子たちの中から「三代目旅犬」が選ばれることとなった。2012年4月18日の番組内で、まさお君、だいすけ君と同じイエローの毛色をした子犬の選出が放送され、5月2日の放送で、松本より「まさはる君」との命名が発表された。

## まさお君

### 経歴
1999年10月20日、兵庫県神戸市にて出生。2000年初秋、生後10か月で旅犬デビュー。
「まさお」という名前を提案したのはパートナーの松本である。収録の初期はまだ番組自体始まっておらず、知名度がないため、家庭を訪問しても撮影に取り合ってもらえないなど苦労が多かったようである。第1回の放送は1歳の誕生日である2000年10月20日に放映された。
その後人気は上昇し、2001年冬には「まさお君のワンワンクリスマス」でCDデビュー。
2004年夏、鳥取県を訪れ、47都道府県を制覇。
2004年12月、3回のお見合いを経て、黒ラブ（ブラックのラブラドール・レトリバー）のダイアンと結婚。
2005年4月、台湾に上陸。台湾での人気は非常に高く、1,000人以上のファンに囲まれ、現地の新聞の一面を飾った。台湾では「雅夫（ヤァフー）」と呼ばれる。
2005年6月10日、ダイアンが出産し7匹の父親となる（当初ダイアンのお腹には8匹の子犬がいたが、出産した最初の1匹はすでに死亡していた）。子供達の内、次女のエルフは千葉ロッテマリーンズのベースボールドッグとなった。また、末っ子のだいすけ君は2代目旅犬となり、まさお君の後を引き継いだ。
2005年7月11日、まさお君、ダイアン、7匹の子犬達が、揃って環境省が提唱するチーム・マイナス6%のテレビCM撮影に登場した（放映期間は8月3日から9月30日）。
2006年、最後の旅を決行。東北にて母親のエリーと再会する。この旅が放映された2006年10月13日の放送にて旅犬を引退し、末っ子のだいすけ君に引き継いだ。
2006年11月、悪性リンパ腫が発覚する。2006年12月9日20時40分、7歳（人間では60歳位の半ばに相当する年齢）で息を引き取った。
2006年12月16日と12月17日、テレビ東京本社ビルの前に献花台が設けられ、両日合わせて約6,700人が訪れた。

### 特徴
天然ボケ。食いしん坊でドジだが好奇心旺盛、泳ぎが苦手。しかし賢い一面もあり、撮影本番時か否かを理解していた様子を窺わせることがしばしばあった。本番の時はテンションがまるで異なっていたという。
非常に食いしん坊で、熱々のもんじゃを松本が冷ます前に皿から直食いしようとして熱い目にあったり（熱々が飛んだ松本も熱い目にあったが）、ぽんたの口の上パクのおやつを食べる、松坂牛を松本に食べさせず2段食い（伝説の二段食い）するなど様々な食いしん坊事件を起こしている。
環境省のテレビCM撮影の際、エアコンのリモコンをおもちゃと勘違いし、NGを連発。その度に松本からヒンシュクを買っていた。
主人思いの一面もあり、動いて迫ってくる大きな恐竜型のロボットから松本を守ろうとしたこともあった。
好みの異性のタイプは黒ラブのメス。黒ラブ好き伝説と言われている。これはごく幼い頃に黒ラブに囲まれて生活していたことによるもの。黒ラブのメスに会うたびに走り寄っては猛アタックをかけたが、毎回嫌われて逃げられてしまっていた。このため番組で黒ラブのお嫁さんを公募し、3匹とのお見合いの末、ようやくダイアンと相思相愛となり結ばれた。
「働く人」（主に男性）も大好き。特に肉体を駆使して働いている男性には強く興味を示していた。時には「大好き抱っこ」（マウンティング）をしようとすることもあり、松本に窘められることもしばしばあった。

## だいすけ君

### 経歴（だいすけ君）
2005年6月12日、千葉県松戸市生まれ。まさお君の息子で、父と同様にイエローのラブラドール・レトリバー。見分けの為に色分けされた際は｢パープル君｣と呼ばれていた。｢だいすけ」の「だい」は母親ダイアンの「ダイ」に由来している。1歳4ヶ月で旅犬を襲名。
父同様に台湾でも人気があり、現地では「大介」（タァーチェー）と呼ばれ、さらに初めてアメリカに上陸。こちらも大人気で、現地では松坂大輔の愛称と同じ「DICE-K」（ダイス・ケー）と呼ばれた。
『ペット大集合!ポチたま』終了後はBSジャパンでの放送になり、『だいすけ君が行く!!ポチたま新ペットの旅』とタイトルも改めリニューアル。松本秀樹とだいすけ君が引き続き旅をしていた。同時に、だいすけ君は、2010年度のBSジャパン宣伝部長に就任。公式HPやイベントに多く参加し、2011年3月にBSジャパンより表彰を受ける。その際に贈られた副賞のドッグフードは、東日本大震災で被災したペットに寄付された。その後も松本や番組スタッフは被災したペットの保護施設や里親探しに活動した。
2011年11月29日未明、番組収録のために訪れていた神奈川県小田原市にて、体調を崩し検査後、胃捻転と診断。緊急手術を受けるも、同日9時10分、容態が急変し死んだ。6歳没。人間換算年齢によると、55.5歳。
2011年12月6日、だいすけ君の献花台が12月18日に設置されることが発表された。当日は献花開始時間前から500人が並び、最終的には約6,000人が訪れた。台湾・韓国・イギリスなどからもこの日のために来日したというファンもいた。この日の模様は2012年1月11日の特別番組『だいすけ君追悼2時間スペシャル』内で紹介された（テレビ東京系列を含め地上波では2回に分けて放送）。

### 特徴（だいすけ君）
子犬の頃から兄弟のなかでも一番父親のまさお君に似た顔立ちをしており、特に垂れ目加減や表情がとても似ていた。また、天然ボケ(気味)で食いしん坊で好奇心旺盛、働く男に大好き抱っこしてしまう癖、パートナーの松本への忠誠心や親愛の深さなども、まさお君から受け継がれたようであると表されることがある。
だいすけ君の癖は、寝るときに必ず松本君の手を舐めること。姉・エルフも寝入る際に飼い主の手を舐める癖があるらしい。
食べ物の好き嫌いはほとんどなく、まさお君同様、特に肉（精肉店店頭でショーケースにある肉を見つめて動こうとしなかった）には目がなく大好物。果物も口にした。特にスイカは大洗町の海岸でスイカ割りをしたとき、割れた瞬間に一目散に走っていって、独り占めして食べてしまうほど好物であった。

## まさはる君

### 経歴（まさはる君）
2012年1月16日生まれ。出生地は秋田県大館市。イエローのラブラドール・レトリバー。
生まれてすぐに他の兄弟と見分けをつけるため、首輪代わりに白いリボンを結んでもらった。仮の名前として「しろ君」と呼ばれていた。兄弟は、しろ君を含めて5匹（黒のメス3匹、イエローのオス2匹）。母犬の丸子は、エリー（まさおの母であり、だいすけの祖母）の玄孫にあたる犬。
2012年3月7日、『ポチたまペットの旅』公式HPに『3代目旅犬情報』のコーナーが設けられ、初めて子犬たちの姿が掲載された。2012年3月28日の放送で、秋田に足を運んだ松本が子犬たちと初対面した様子を紹介。1匹ずつ愛しそうに抱き上げては体躯を確認したり、個性や相性なども踏まえて3代目旅犬を見極めていた。2012年4月18日の放送で、5匹の中から毛色も含め、表情がまさお君に似ているという「しろ君」の選出を公表。食欲旺盛なところも似ているという。最終的な決め手になったのは、しろ君だけが最初から松本の顔を舐めたり、他の兄弟がそれぞれに遊んでいる時にも常に松本に寄り添って安心しきった表情をしていたからだという。松本曰く「自分が犬たちに選ばれていたのかもしれない」。
2012年4月25日の放送で、生後3か月を過ぎ、母・丸子のもとを離れ、迎えにきた松本とともに東京へ移住する姿が放送された。
2012年5月2日の放送で、松本より正式な名前「まさはる君」との命名を発表。台湾でのまさお君の表記「雅夫」の「雅（まさ）」を貰い、松本と出会い、迎え入れた季節が春であったことから「春（はる）」を合わせた。なお、2012年時点で台湾での放送はないが、旅先で会った台湾からの観光客によれば「雅春（ヤーチュン）」と呼ぶとのことである。
2012年6月6日放送分より、生後4か月で3代目旅犬としてデビューした。また、この日より番組のタイトルも『まさはる君が行く!ポチたまペットの旅』と改められた。
因みに松本が初めてまさはるに会った時、青いリボンを付けていた兄弟犬の黒ラブの雌の子犬はその後、一般人宅にもらわれて行き、飼い主に「まさはる」の「はる」をとって「はるこ」と名付けられ可愛がられている。まさはるが生まれ故郷の大館への里帰りで偶然に母･丸子の家に来ていて再会を果たした。
2019年3月26日にて番組終了に伴い、旅犬引退。引退後は旅人松本秀樹の家族として余生を送るも、2022年11月25日、病理検査で悪性リンパ腫多中心型である事が判明したと松本により報告される。松本は先に飼っていたまさお君やだいすけ君を10歳に満たないうちに亡くした辛い経験から、11歳を迎えシニア犬となったまさはる君に出来る限りの介護をする覚悟であると明かし、実践した。2023年3月13日頃から著しく体調が悪化、食事を受けつけなくなり自力で水を飲むことも困難になる。
2023年3月19日午後、立ち上がることも叶わない体を横たえたまま痛む足を僅かに動かし、鼻を心細く鳴らして松本の帰宅を待つ。17時過ぎに帰宅した松本と家族に見守られ、同日20時17分、息を引き取った。11歳3か月（人間の年齢に換算すると82歳くらい）であり、歴代の旅犬の中で1番長生きした。奇しくも初代旅犬まさお君も悪性リンパ腫で亡くなっている。
2023年5月6日、「ポチたま『バイバイ3代目旅犬まさはる君！笑ってありがとうSP』名珍場面大放出！」をBSテレ東で放送。兄弟犬たちと育った子犬時代から、旅犬となり各地を巡った名場面・珍場面を織り交ぜ放送。最期まで一緒だった松本が思い出を語る。

### 特徴（まさはる君）
- 遠縁の初代旅犬まさお君、二代目旅犬だいすけ君親子と同様に食欲旺盛で、食べ物を貰えると見ると即座にお手をする。天然ボケである部分も似ている。他の犬と遊ぶ時に加減を知らず、相手の犬を噛んでしまう（本気噛みではない）事すらある。
- 好きな食べ物は魚系全般で、煮ても焼いても生でも食べる。苦手な食べ物は米系(きりたんぽでも)、ところてんのような味がないもの(途中で食べ辞めた)。
- 以前は隙間があって下が見える階段が苦手で、途中までは上るが怖くて戻っていた。しかし、三重県伊賀市の旅で宿泊した「青山ガーデンリゾート ホテル ローザブランカ」で苦手としていたこの階段を松本と難なく上った。本当に平気になったかを試すため、まさはる君だけにして松本だけが先に2階に上がり、まさはる君を呼んで上がらせようとすると松本よりも先に上がり、この階段への恐怖を克服した。
- 特技は美味しいプルプル(美味しい食べ物を食べると口をぷるぷる震わせる)。趣味は間取りチェック(旅先で出会った犬のカートやゲージ、ハウスに顔を突っ込む行為)、エアーパクパク、自分好みの石で遊ぶ(松本曰く｢石マニア｣)。
- テレビ東京は旅犬が連続して寿命の半分程度の年齢で死んでいることから、番組の編成において、まさはる君の代から昼寝のシーン、夏休みなどを必ず入れるなどして犬への負担軽減を示している。
- 投げたものを獲りに行く癖が旺盛であり、1歳を過ぎた頃からディスクドッグ競技の訓練を受けている。ディスクドック競技大会初挑戦から10戦目の大会で一度ディスクを取り損ねた以外は完璧な演技で優勝を果たす。
- 天敵はヤギで出会って1回近付いた時は良いのだが、2回目近付くと頭でどつかれてしまう。また、柴犬と出会っても近付くと吠えられてしまい、仲良く出来ない。

## CM
- まさお君・だいすけ君
  - 環境庁「チームマイナス6℃」（2006年） - まさお君・ダイアン、およびだいすけ君を含む7匹の子犬が出演
- だいすけ君
  - ペットおやつ“北の極み”イメージキャラクター（2007年9月）
  - Panasonic「おうちどこでも見守るカメラ」（2009年4月）
  - ペット宿ドットコム（2009年5月）

## 出版物
- まさお君
  - ペット大集合!ポチたままさお君が行く!〜男・旅犬・幸せさがしの日記（2002年5月、学研、単行本）ISBN 978-4056028416
  - まさお君、パパになる 〜ワンダフルスマイル（2005年9月、ワニブックス、単行本）ISBN 978-4847016233
  - まさお君がくれたもの 〜旅いぬ・まさお君が届けてくれた笑顔、元気、おっきな愛。（2007年5月、講談社、単行本）ISBN 978-4062139953
- まさお君・だいすけ君
  - まさお君とだいすけ君（2012年6月、小学館文庫）
- だいすけ君
  - 旅犬 だいすけ君が行く! アメリカ横断5000キロ（2012年6月、講談社）

## 映像作品

### ビデオ
- まさお君
  - まさお君が行く! 第1巻 世界初の旅犬デビュー!おもしろ動物と爆笑ご対面の巻 - ASIN：B00006JOUR
  - まさお君が行く! 第2巻 男まさおの真剣勝負!真冬の爆笑チャレンジの巻 - ASIN：B00006JOUS
  - まさお君が行く! 第3巻 春の珍事連発!凄キャラ登場にまさお君壊れるの巻 - ASIN：B00006JOUT
  - まさお君が行く! 第4巻 まさお君の夏休み!爽やかアウトドアで大暴走の巻 - ASIN：B00006JOUU
  - ※ 上記4作品、販売元：ビクターエンタテインメント、発売日：2002年10月23日

### DVD
- まさお君
  - まさお君が行く!ポチたまペットの旅 メモリアルボックス - ASIN：B000UTSNGE
  - まさお君が行く!ポチたまペットの旅 まさお君 旅立ちの巻 - ASIN：B000UTSNGO
  - まさお君が行く!ポチたまペットの旅 まさお君 人気爆発の巻 - ASIN：B000UTSNGY
  - まさお君が行く!ポチたまペットの旅 まさお君 パパになるの巻 - ASIN：B000UTSNH8
  - ※ 上記4作品、販売元：VAP、INC、発売日：2007年10月24日

## 映画
『LOVE まさお君が行く!』（ラブ まさおくんがゆく）のタイトルで2012年6月23日に公開の、実話を原案に出会いから別れまでの6年間をフィクションを盛り込み描かれる動物映画。監督は『ジーン・ワルツ』の大谷健太郎、脚本は『ソラニン』の高橋泉。主役の松本秀樹役は香取慎吾が演じる。まさお君役は訓練を受けているタレント犬では、ドジッぷりも計算された演技になってしまい、まさお君の持ち味である天然のダメダメッぷりが出ないため、一般家庭で飼われている犬をオーディションで選出。応募数200匹の中から「ラブ」が抜擢された。なお、松本秀樹本人は友情出演という形で出演している。
松本とまさお君との関係や番組関係は事実に即しているものの、松本の私生活に関しては一部フィクションであり、実家がしいたけ栽培と観光ホテルを経営している設定などは監督の実家がそうであったことが反映されている。
キャッチコピーは「日本一のダメ犬ラブラドールが日本中にラブを届ける!」。
全国231スクリーンで公開され、2012年6月23、24日の初日2日間で興収5,660万9,100円、動員4万7,930人となり映画観客動員ランキング（興行通信社調べ）で初登場第5位となった。

### キャスト
松本秀樹：香取慎吾
旅犬 まさお（演：ラブ）とペットバラエティ番組の旅企画に出演する事となった売れない芸人
須永里美：広末涼子
松本の彼女
吉野水希：成海璃子
東京タウンTV AD
川原茂雄：光石研
東京タウンTV ディレクター
松本祐三：浅野和之
松本の父
松本きぬ：左時枝
松本の祖母
須永真一：木下隆行（TKO）
里美の兄
村上多恵：大久保佳代子（オアシズ）
真一の花嫁
黒田光男：神田瀧夢
芸能プロダクション社長
町村竹雄：小野武彦
ちびっ子ハウス「太陽の家」院長
辻浩平：寺島進
動物プロダクション社長
ナレーション：小倉久寛

### スタッフ
- 製作総指揮：井澤昌平
- エグゼクティブ・プロデューサー：深沢幹彦、関根真吾
- プロデューサー：五箇公貴、池田史嗣、和田倉和利、福島聡司
- 監督：大谷健太郎
- 脚本：高橋泉
- 撮影：釘宮慎治
- 美術：中山慎
- 照明：田辺浩
- 録音：松本昇和
- 編集：張本征治
- 助監督：山口晃二
- 製作担当：守田健二
- キャスティング：杉野剛
- 音楽：上田禎
- 音楽プロデューサー：安井輝
- ドッグトレーナー：鈴木和夫
- 製作：2012「LOVE まさお君が行く!」製作委員会（テレビ東京、松竹、ジェイ・ドリーム、キングレコード、ポニーキャニオン、博報堂DYメディアパートナーズ、BSジャパン、小学館、テレビ大阪、テレビ愛知、朝日新聞社、シネバザール）
- 制作プロダクション：シネバザール
- 企画：テレビ東京
- 配給：松竹

### 主題歌・劇中歌
主題歌「君は僕だ」
作詞 - 秋元康 / 作曲 - you-me / 編曲 - 佐々木裕 / 歌 - 前田敦子
シングルはYou, Be Cool!/KING RECORDSより発売。

### 商品
- LOVE まさお君が行く! LOVE2根付 - （カプセルトイ。2012年6月、タカラトミーアーツより販売）
  - 映画版の登場人物をモチーフにしている（まさお君（2パターン）・松本君・ダイアン・だいすけ君の全5種）[23]。